# Muzeum Uniwersytetu Ekonomicznego w Krakowie
Muzeum Uniwersytetu Ekonomicznego w Krakowie – muzeum otwarte w 2004 roku przez ówczesnego Prezydenta RP Aleksandra Kwaśniewskiego, gromadzi i udostępnia pamiątki związane z historią Uniwersytetu Ekonomicznego w Krakowie, w tym:
- Instytut Towaroznawczy w Krakowie wraz ze Studium Towaroznawczym w Krakowie (zał. 1924)
- Wyższe Studium Handlowe w Krakowie (1925–1938)
- Akademia Handlowa w Krakowie (1938–1950)
- Wyższa Szkoła Ekonomiczna w Krakowie (1950–1974)
- Akademia Ekonomiczna w Krakowie (1974–2007)
- Uniwersytet Ekonomiczny w Krakowie (od 2007)

Muzeum w strukturze Uniwersytetu Ekonomicznego w Krakowie podlega bezpośrednio Rektorowi. Działalność Muzeum nadzorowana jest przez Biuro Muzeum, które podlega kancelarii Rektora.

## Godziny otwarcia
- 31-510 Kraków, ul. Rakowicka 27
- muzeum czynne po wcześniejszym uzgodnieniu terminu z Biurem Muzeum
- wstęp bezpłatny

## Wystawy
- Wystawa stała Muzeum UEK
  - „Dzieje krakowskiej Akademii Ekonomicznej”
- Wystawy czasowe Muzeum UEK
  - „Profesor Mieczysław Mysona - pionier nauk towaroznawczych w Polsce”
  - „Minione jubileusze”
  - „Projekt rzeźby na Jubileusz 80-lecia Akademii Ekonomicznej w Krakowie”
  - „65. rocznica Sonderaktion Krakau”
- Wystawy czasowe w Bibliotece Głównej Uniwersytetu Ekonomicznego w Krakowie
  - „W poszukiwaniu modelu rozwoju gospodarczego krajów posocjalistycznych”
  - „Profesor Stefan Mynarski (1935-2006). Wspomnienia”
  - „Pamięci zmarłych w 2006 roku Miltona Friedmana i Johna Kennetha Galbraitha”[1]
  - „Nie od razu Kraków lokowano...”[2]
  - „Razem od 1957 roku”
  - „Unia Europejska o ochronie środowiska”
  - „Miasta Polski”
  - „Nieruchomości wokół nas”
  - „Regiony Europy”
  - „Równouprawnienie w Unii Europejskiej”
  - „Władysław Grabski (1874-1938). Polityk, mąż stanu i reformator”
  - „Młodzież w Unii Europejskiej”
  - „Żebro Adama?”[3]
  - „The End of Economic Man - Peter F. Drucker (1909-2005)”
  - „Rok w Unii Europejskiej”
  - „Zagadnienia społeczno - gospodarcze w nauczaniu Jana Pawła II”
  - „Agencje Unii Europejskiej”
  - „Instytucje Unii Europejskiej”
  - „35-lecie nagrody w dziedzinie nauk ekonomicznych ku pamięci Alfreda Nobla”
  - „Józef Hieronim Retinger”
  - „Urząd Komitetu Integracji Europejskiej. Historia i Współczesność”
  - „Europa w ruchu - Europe on the move”
  - "Sper (Nadzieja)"
  - „Czekolada - przysmak bogów”
  - „Polskie czasopisma o integracji europejskiej”